# 草鞋木
草鞋木（学名：Macaranga henryi）为大戟科血桐属下的一个种。

## 扩展阅读
- 維基物種上的相關：草鞋木